# Mamiya
Mamiya-OP Co., Ltd. er en japansk virksomhed, der producerer elektronisk udstyr.
Mamiya er især kendt for sine professionelle mellemformat-kameraer i formaterne 6 cm × 6 cm, 6 cm × 4.5 cm og 6 cm × 7 cm.
I 60'erne startede Mamiya sin C-serier af mekaniske 6x6 twin-lens reflex-kameraer (TLR), der i stedet for blot at kopiere det populære Rolleiflex TLR, udviklede sig til et komplet system med udskiftelige objektiver, hvilket er unikt for TLR-kameraer. Højdepunktet blev deres C-220 og C-330, lavet i 70'erne.
Igennem 70'erne satsede Mamiya dog især på mere normale mellemformat-spejlreflekskameraer. Især var de hurtige til at tage 6x4.5-formatet til sig, hvilket blev brugt i deres M645 fra 1975, deres 645 Super fra 1985 og i efterfølgende udviklinger.
I 2001 kom Mamiya 645AFD som skulle komme til at danne grundlaget for deres nye digitale satsning. Mamiya ZD, et komplet digitalt mellemformat-kamera blev introduceret i 2007.